# Dietrich Hollinderbäumer
Dietrich Hollinderbäumer (Essen, 16 augustus 1942) is een Duits/Zweeds acteur.

## Biografie
Hollinderbäumer is geboren in Essen uit een Duitse vader en Zweedse moeder. Na de Tweede Wereldoorlog scheidden zijn ouders en hij ging in 1951 samen met zijn oudere broer met hun moeder in Stockholm wonen. Door deze verhuizing spreekt hij naast Duits ook vloeiend Zweeds, tevens heeft hij een Duits en een Zweeds paspoort. Het acteren heeft hij geleerd aan de Kungliga Dramatiska Teatern in Stockholm waar hij o.a. les heeft gekregen van Ingmar Bergman.
Hollinderbäumer begon in 1968 met acteren in de film Schichtwechsel, waarna hij in meer dan 180 films en televisieseries speelde.
Hollinderbäumer is getrouwd en heeft hieruit twee kinderen.

## Filmografie

### Bioscoopfilms (selectie)
- 1989: Georg Elser - Einer aus Deutschland
- 1999: Long Hello & Short Goodbey
- 2001: Uprising - als kolonel Von Sammern
- 2002: Scherbentanz
- 2002: Erkan & Stefan gegen die Mächte der Finsternis
- 2004: Der Untergang - als Ritter Robert von Greim
- 2006: Vier Minuten - als Pater Vincens
- 2008: Allt flyter
- 2011: Försvunnen

### Televisiefilms
- 1968: Schichtwechsel
- 1990: Sidonie
- 1994: Crash 2030 – Ermittlungsprotokoll einer Katastrophe
- 1996: Der Schattenmann (vijfdeler)
- 1998: Vergewaltigt – Eine Frau schlägt zurück
- 2000: Das Phantom
- 2001: Uprising - Der Aufstand
- 2001: Allein unter Männern
- 2001: Nur mein Sohn war Zeuge
- 2001: Der Tanz mit dem Teufel
- 2002: Das Jesus Video (tweedeler)
- 2003: Der Seerosenteich (tweedeler)
- 2004: Der Traum vom Süden
- 2007: Afrika, mon amour (driedeler)
- 2008: Der Besuch der alten Dame
- 2008: Ein Ferienhaus in Marrakesch
- 2008: Putzfrau Undercover
- 2008: Annas Geheimnis
- 2009: Woran dein Herz hängt
- 2010: Augustinus
- 2011: Männer ticken, Frauen anders
- 2011: Der kalte Himmel
- 2012: Komm, schöner Tod
- 2014: Weiter als der Ozean
- 2015: Ein Sommer in Masuren
- 2016: Unter Wölfen
- 2016: Handwerker und andere Katastrophen
- 2017: Angst – Der Feind in meinem Haus
- 2019: Die verschwundene Familie (tweedeler)
- 2020: Helene, die wahre Braut

### Televisieseries
Uitgezonderd eenmalige gastrollen.
- 1974: Graf Yoster gibt sich die Ehre - Der Papageienkäfig
- 1987: Tatort: Atahualpa
- 1991: Die Männer vom K3 - Der Vollmondmörder
- 1991-2004 Ein Fall für zwei (diverse rollen, 12 afleveringen)
- 1992: Eurocops - Doppelleben
- 1992-2015: SOKO5113/SOKO München (deverse rollen, 5 afleveringen)
- 1994: Wolffs Revier - Grauzone
- 1994: Hecht & Haie (5 afleveringen)
- 1994, 1999: Die Kommissarin (diverse rollen, 2 afleveringen)
- 1996: Die Flughafenklinik - als professor dokter Zurstraaten (2 afleveringen)
- 1996: Faust - Babyraub
- 1996: Großstadtrevier - Der blonde Engel
- 1998: Kommissar Rex - Das letzte Match
- 1998: Tatort - Russisches Roulette
- 1998: Tatort - Gefallene Engel
- 1999: Die Neue - Eine Frau mit Kaliber - Nur der Tod ist umsonst
- 1999: Der Fahnder - Verdammt lange her
- 1999: Medicopter 17 - Jedes Leben zählt - Viren an Bord
- 2000: Tatort: Die kleine Zeugin
- 2001: Tatort - Exil - als dr. Kevin Lohmann
- 2001: Tatort - Hasard!
- 2004: Alarm für Cobra 11 - Die Autobahnpolizei - Die Zeugin
- 2004: Tatort - Abgezockt
- 2004: Die Albertis - als Ernst Hofmann (2 afleveringen)
- 2004: Einmal Bulle, immer Bulle - als Bernd Reiff (6 afleveringen)
- 2004: In aller Freundschaft (diverse rollen, 3 afleveringen)
- 2005: Der Elefant - Mord verjährt nie - Simulanten
- 2005-2020: Pastewka - als Volker Pastewka (24 afleveringen)
- 2006: M.E.T.R.O. - Ein Team auf Leben und Tod - als professor Siegfried Thaler (2 afleveringen)
- 2006: Ein starkes Team: Zahn um Zahn
- 2006: Die Rosenheim-Cops - Ein Geständnis zu viel
- 2006: Zwei am großen See - Feindliche Übernahme
- 2006, 2011: SOKO Kitzbühel (diverse rollen, 2 afleveringen)
- 2006–2014: SOKO Köln (diverse rollen, 4 afleveringen)
- 2007: Lutter: Essen is’ fertig
- 2007: Einsatz in Hamburg – Die letzte Prüfung
- 2007: Der Kommissar und das Meer: Den du nicht siehst
- 2007: Wilsberg: Unter Anklage
- 2008: Bella Block: Reise nach China
- 2008: Tatort: Exitus
- 2008: Mord in bester Gesellschaft: Die Nächte des Herrn Senator
- 2008: Inga Lindström: Hannas Fest
- 2009: Das Traumschiff: Peru und Miami
- 2009-2022: Heute-show - als Ulrich von Heesen (150 afleveringen)
- 2010: Capri - als Helmut (2 afleveringen)
- 2010: Countdown – Die Jagd beginnt - Blutsbande
- 2010: Kreuzfahrt ins Glück: Hochzeitsreise nach Korfu
- 2011: Der letzte Bulle - Mord auf Seite 1
- 2011: Allein gegen die Zeit - als dr. Crohn (6 afleveringen)
- 2011: The Bridge - Transit in den Tod - als Göran Sörringer (3 afleveringen)
- 2012: Letzte Spur Berlin - Verantwortung
- 2012: Katie Fforde: Ein Teil von dir
- 2012-2014: Add a Friend - als Gerd (30 afleveringen)
- 2012-2014: SOKO Köln - als dr. Reinhold Fischer (3 afleveringen)
- 2012-2015: Reiff für die Insel
- 2013: Küstenwache - Schicksalsspiel
- 2013: Utta Danella – Sturm am Ehehimmel
- 2013, 2023: Tiere bis unters Dach (2 afleveringen)
- 2014: Neben der Spur – Adrenalin
- 2015: Heldt - Heckenschützen
- 2015: Katie Fforde: Das Weihnachtswunder von New York
- 2016: Katie Fforde: Warum hab ich ja gesagt?
- 2016: SOKO Donau - Scheinheilig
- 2017: Der Kommissar und das Meer: In einem kalten Land
- 2017: Rentnercops - Eine Art Magie
- 2017: Das Pubertier - als Eberhard Maybacher (6 afleveringen)
- 2018: Labaule & Erben - als Christian Labaule (2 afleveringen)
- 2018: The Team (1 Folge)
- 2018: Labaule & Erben (2 afleveringen)
- 2018: SOKO Leipzig - Der Schattenmann
- 2019: Nord Nord Mord: Sievers und die Tote im Strandkorb
- 2019: Professor T. - als Christian Fröhlich (4 afleveringen)
- 2019-2020: Dark - als Adam (13 afleveringen)
- 2020: Das Traumschiff: Kapstadt
- 2022: Tatort: Das Opfer
- 2022: Stubbe – Von Fall zu Fall: Ausgeliefert
- 2022: Neben der Spur – Die andere Frau
- 2023: Landkrimi – Steirerschuld

- Gemeinsame Normdatei: 1022808532
- International Standard Name Identifier: 0000 0001 3064 8391
- Library of Congress Control Number: no2011030311
- MusicBrainz: ee7ff59d-70e4-48de-af74-1e62fac3f484
- Virtual International Authority File: 253364495
- WorldCat: E39PBJqk6fctYhYYJPKHFGhj4q